# Awesome FC
Der Awesome FC ist ein Fußballklub auf St. Vincent und den Grenadinen aus Kingstown.

## Geschichte
Der Klub wurde im Jahr 2016 gegründet.
Nach dem Abschluss der Saison 2018/19 stieg die erste Mannschaft aus der First Division in die Premier League auf, die die höchste Liga des Landes darstellt. In der Saison 2019/20 konnte man dann hier auch mit 26 Punkten über den achten Platz die Klasse über den ersten Nichtabstiegsplatz halten. In der darauffolgenden Saison bestritt der Klub lediglich vier Partien, bis die Saison aufgrund der COVID-19-Pandemie wie auch des Ausbruchs des Vulkans La Soufrière abgebrochen wurde.
Somit startete der Spielbetrieb für die Mannschaft erst wieder zur Spielzeit 2022/23.